# Medalha e Prémio Appleton
A Medalha e Prémio Appleton é uma distinção ou recompensa, atribuída pelo Instituto de Física da Grã Bretanha, aos físicos que se distinguiram em investigação em temas como ambiente, terra ou atmosfera.
O prémio foi criado inicialmente com a designação de Medalha e Prémio Chree, em homenagem a Charles Chree, mas em 2008 o Instituto mudou o seu nome para "Medalha e Prémio Appleton".

## Premiados

### Medalha e Prémio Chree[2]
- 1941  - Sydney Chapman
- 1943  - Basil Ferdinand Jamieson Schonland
- 1945  - John Adam Fleming
- 1947  - Edward Appleton
- 1949  - Gordon Miller Bourne Dobson
- 1951  - George C Simpson
- 1953  - Julius Bartels
- 1955  - David Forbes Martyn
- 1957  - Edward C Bullard
- 1959  - Reginald Cockcroft Sutcliffe
- 1961  - Scott Ellsworth Forbush
- 1963  - Maurice Neville Hill
- 1965  - Basil John Mason
- 1967  - John Herbert Chapman
- 1969  - Stanley Keith Runcorn
- 1971  - Desmond George King-Hele
- 1973  - David Robert Bates
- 1975  - Raymond Hide
- 1977  - Drummond Hoyle Matthews e Frederick John Vine
- 1979  - John Theodore Houghton
- 1981  - Keith Anthony Browning
- 1983  - William John Granville Beynon
- 1985  - Adrian Edmund Gill
- 1987  - Brian John Hoskins
- 1989  - John Nye
- 1991  - Lance Thomas
- 1993  - Alan Hugh Cook
- 1995  - Tudor Bowden Jones
- 1997  - John Michael David Coey
- 1999  - John Edward Harries e Ronald Woodman
- 2001  - Joseph Charles Farman, Brian Gerard Gardiner e Jonathan David Shanklin
- 2002  - Peter Thomas Woods
- 2003  - Michael Lockwood
- 2004  - Joanna Dorothy Haigh
- 2005  - Barbara A Maher
- 2006  - David Gubbins

### Medalha e Prémio Appleton[2]
- 2008  - Ann Wintle
- 2010  - Myles Allen
- 2012  - Colin O’Dowd
- 2014  - David Marshall
- 2016  - Giles Harrison